# Resolutie 1918 Veiligheidsraad Verenigde Naties
Resolutie 1918 van de Veiligheidsraad van de Verenigde Naties werd op 27 april 2010 met unanimiteit aangenomen door de VN-Veiligheidsraad en vroeg alle landen, waaronder die in de regio rond Somalië, om piraterij strafbaar te stellen onder hun nationale wetgeving en piraten ook effectief te vervolgen.

## Achtergrond
In 1960 werden de voormalige kolonies Brits Somaliland en Italiaans Somaliland onafhankelijk en samengevoegd tot Somalië. In 1969 greep het leger de macht en werd Somalië een socialistisch-islamitisch land. In de jaren 1980 leidde het verzet tegen het totalitair geworden regime tot een burgeroorlog en in 1991 viel het centrale regime. Sindsdien beheersten verschillende groeperingen elk een deel van het land en enkele delen scheurden zich ook af van Somalië. Toen milities van de Unie van Islamitische Rechtbanken de hoofdstad Mogadishu veroverden, greep buurland Ethiopië in en heroverde de stad. In 2008 werd de piraterij voor de kust van Somalië een groot probleem.

## Inhoud

### Waarnemingen
De bezorgdheid over de kapingen en overvallen op zee in de buurt van Somalië bleef groot. Er moest iets gedaan worden aan de beperkte juridische capaciteit van dat land om de piraten te vervolgen en het feit dat piraten soms ongestraft weer werden vrijgelaten. De EU en de NAVO, die militairen in Somalische wateren hadden tegen de piraten, werden hiervoor geloofd, alsook buurland Kenia, dat zich inspande om piraten te berechten.

### Handelingen
De Veiligheidsraad stelde dat het onbestraft vrijlaten van piraten de internationale inspanningen tegen de piraterij ondermijnde. Alle landen, ook die in de regio, werden opgeroepen piraterij strafbaar te stellen en te vervolgen. De vooruitgang bij de uitvoering van de "Djibouti-Gedragscode" ter zake werd verwelkomd.

## Verwante resoluties
- Resolutie 1897 Veiligheidsraad Verenigde Naties (2009)
- Resolutie 1910 Veiligheidsraad Verenigde Naties
- Resolutie 1950 Veiligheidsraad Verenigde Naties
- Resolutie 1964 Veiligheidsraad Verenigde Naties

Lijst ·  1908 ·  1909 ·  1910 ·  1911 ·  1912 ·  1913 ·  1914 ·  1915 ·  1916 ·  1917 ·  1918 ·  1919 ·  1920 ·  1921 ·  1922 ·  1923 ·  1924 ·  1925 ·  1926 ·  1927 ·  1928 ·  1929 ·  1930 ·  1931 ·  1932 ·  1933 ·  1934 ·  1935 ·  1936 ·  1937 ·  1938 ·  1939 ·  1940 ·  1941 ·  1942 ·  1943 ·  1944 ·  1945 ·  1946 ·  1947 ·  1948 ·  1949 ·  1950 ·  1951 ·  1952 ·  1953 ·  1954 ·  1955 ·  1956 ·  1957 ·  1958 ·  1959 ·  1960 ·  1961 ·  1962 ·  1963 ·  1964 ·  1965 ·  1966